# 덴노즈 아일역
덴노즈 아일역(일본어: 天王洲アイル駅、てんのうずアイルえき 덴노즈아이루에키[*])
(영어: Tennōzu Isle Station)은 일본 도쿄도 시나가와구 히가시시나가와에 있는 철도역이다.

## 타는 곳

### 모노레일
스크린도어가 설치되어 있다.
| ■ 도쿄 모노레일 하네다 선(하행) | 쇼와지마·하네다 공항 제1터미널·하네다 공항 제2터미널 방면 |
| ■ 도쿄 모노레일 하네다 선(상행) | 모노레일 하마마쓰초 행                                    |

### 린카이 선
부역명은 테라다창고 본사 앞이다.
| 1 | ■ 린카이 선 | 오이마치·오사키 방면 사이쿄 선에 직결 운행 시부야·신주쿠·이케부쿠로 방면 가와고에 선에 직결 운행 가와고에 방면 |
| 2 | ■ 린카이 선 | 도쿄 텔레포트·신키바 방면                                                                                      |

## 역사
- 1992년 6월 19일: 도쿄 모노레일의 역이 영업 개시.
- 2001년 3월 31일: 린카이 선의 역이 영업 개시, 환승역이 되다.

## 사진

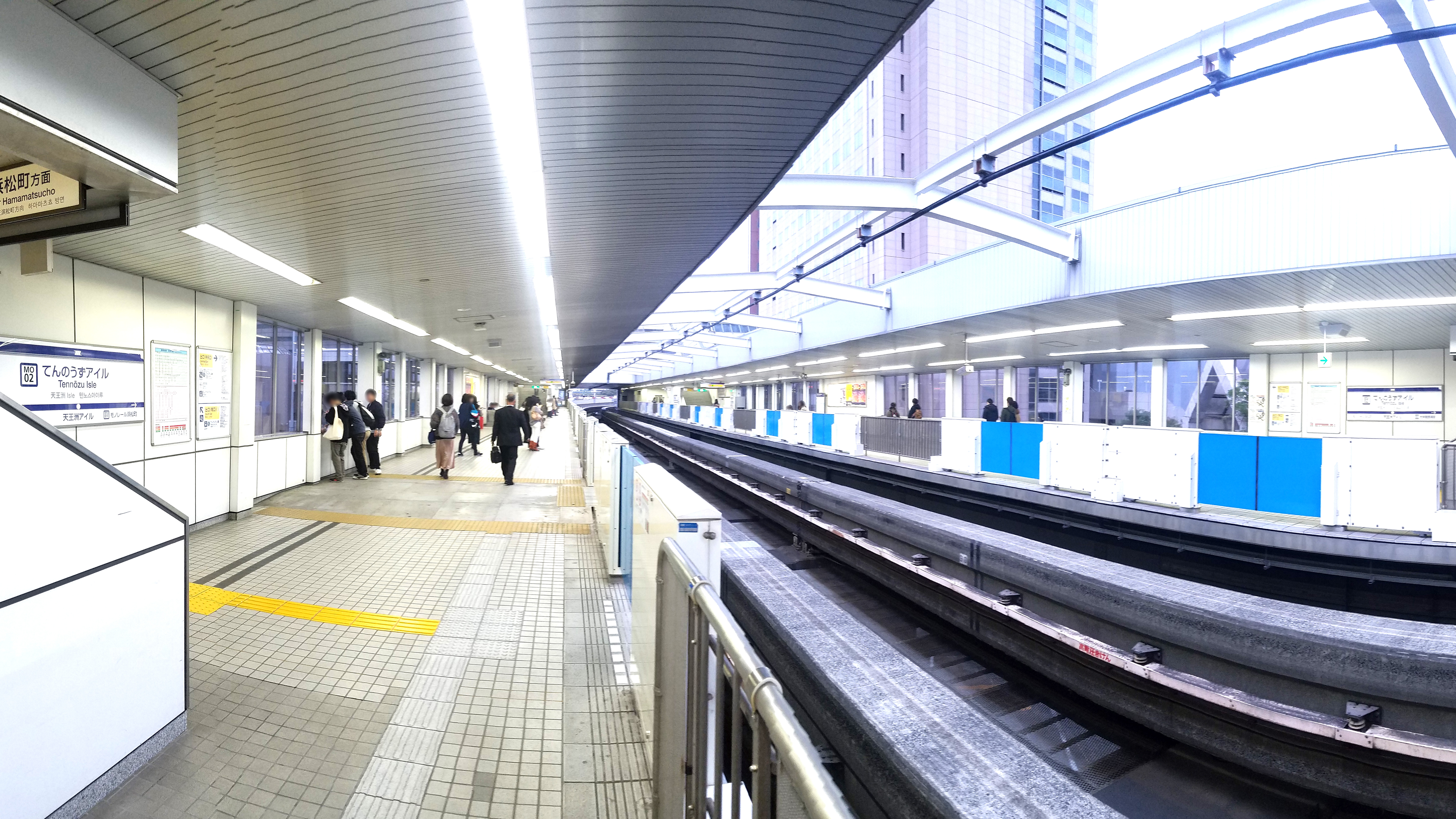
도쿄 모노레일 승강장 (2019년 11월 3일)
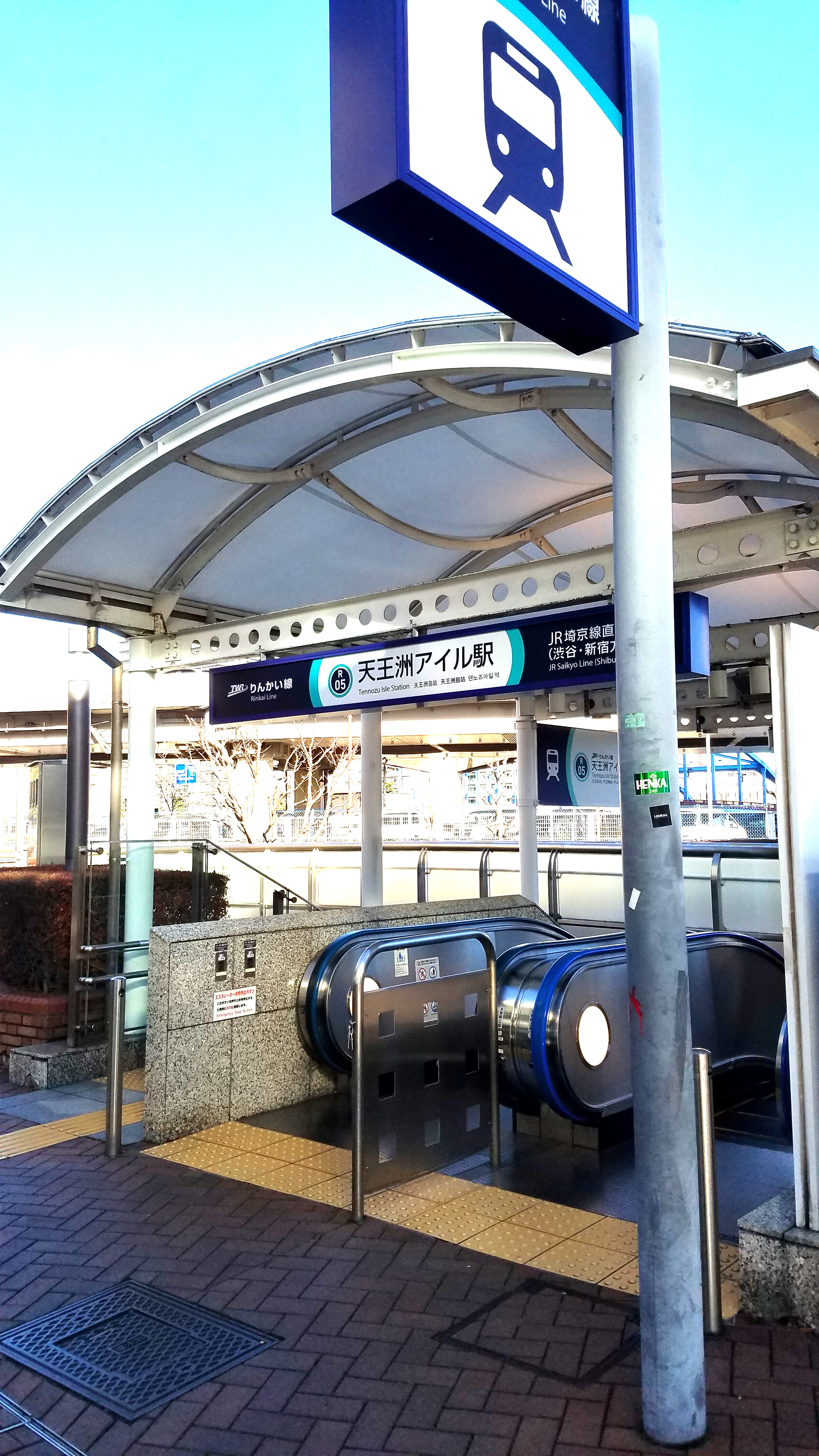
린카이선 A 출입구(2022년 1월 1일)
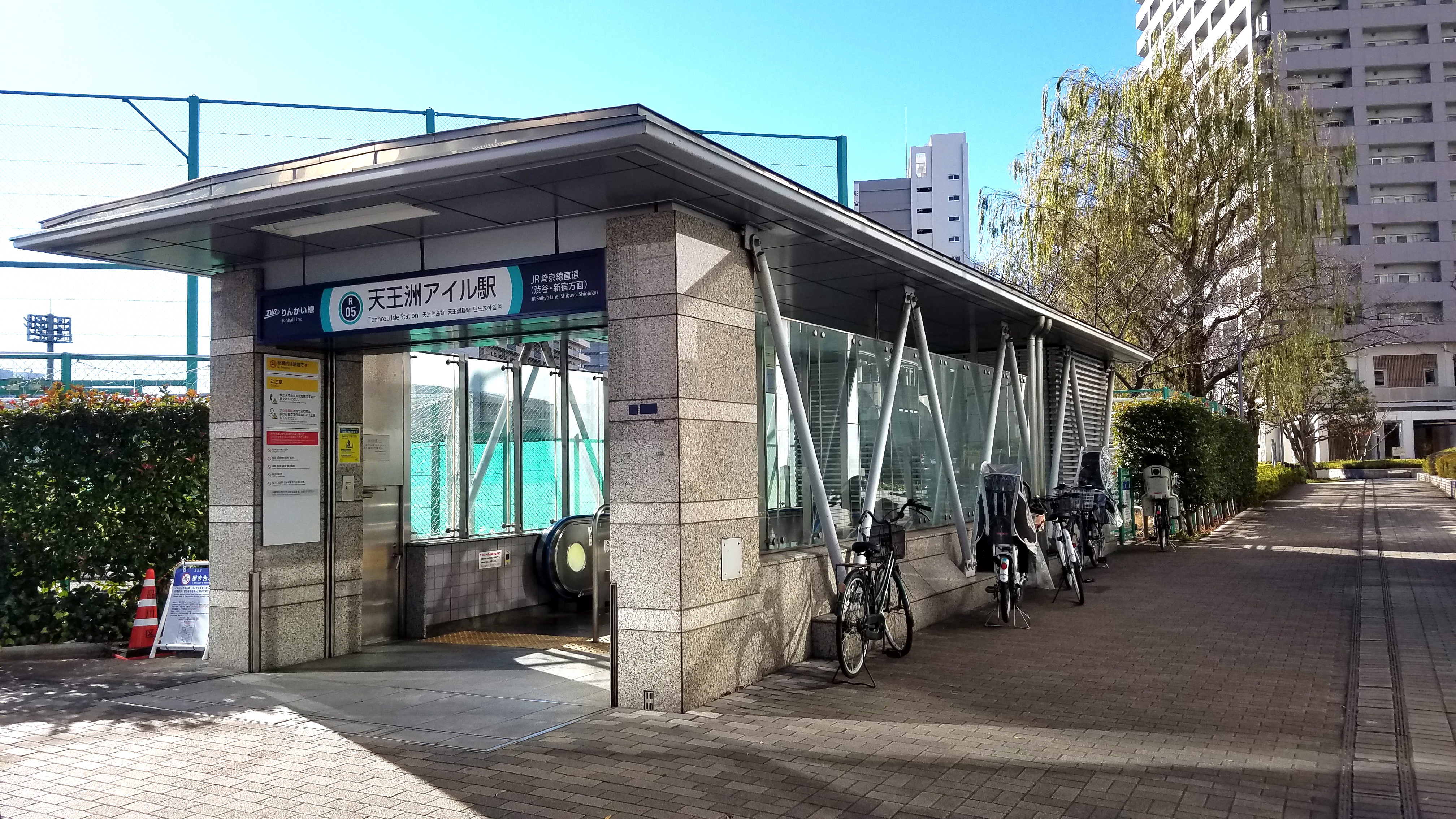
린카이선 B 출입구(2022년 1월 1일)
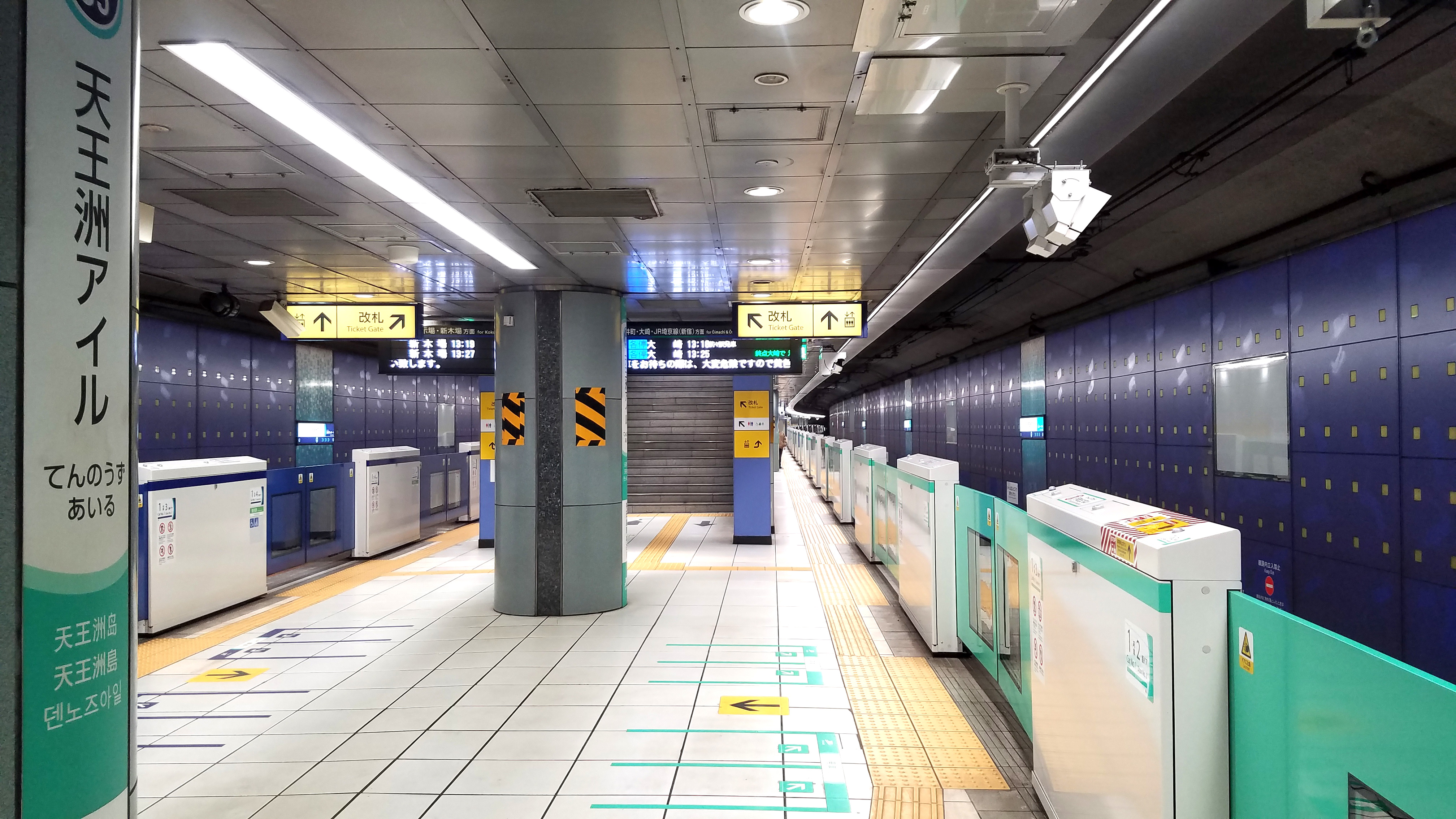
린카이 선의 승강장 모습(2022년 1월 1일)

## 인접역
| 도쿄 모노레일 하네다 선                            | 도쿄 모노레일 하네다 선 | 도쿄 모노레일 하네다 선                             |
| -------------------------------------------------- | ----------------------- | --------------------------------------------------- |
| MO 01 모노레일 하마마쓰초 모노레일 하마마쓰초 방면 | 구간 쾌속 보통          | MO 03 오이케이바조마에역 하네다 공항 제2터미널 방면 |
| 도쿄 임해 고속 철도 린카이 선                      |                         |                                                     |
| R 04 도쿄 텔레포트 신키바 방면                     | 린카이 선               | R 06 시나가와 시사이드 오사키 방면                  |